# Спецприборсервис
ООО «Спецприборсервис» — белорусское предприятие, занимающееся разработкой и производством комплексного диагностического оборудования; ремонтом и обслуживанием радиоэлектронного оборудования военного назначения.
Другие существующие:
- РУП «2566 Завод по ремонту радиоэлектронного оборудования»;[1]
- ОАО «558 Авиационный ремонтный завод»[2]

## История
ООО «Спецприборсервис» зарегистрировано 10 августа 2006 года и является полным правопреемником НПУП «Каскад КБ» ОАО «Каскад-93».
Предприятие образовалось как самостоятельная структура в 1995 году в результате реорганизации предприятия всесоюзного значения «Каскад».

## Деятельность
ООО «Спецприборсервис» специализируется в разработке и поставке программно-аппаратных комплексов для автоматизации технологических процессов диагностики и ремонта.
Структурные подразделения предприятия решают следующие задачи:
Ремонт и обслуживание средств радиоэлектронного оборудования противовоздушной обороны(ПВО):
- Зенитно-ракетные комплексы: С-300, Бук М1, Бук М1-2, Оса, Тунгуска;
- Радиолокационные станции: 19Ж6, 35Д6, 22Ж6, 35Н6, 55Ж6, П-37;
- Автоматизированные системы управления: 46К6, 5К60, 68К6, 86Ж6, ПОРИ-П1, ПОРИ-П2;
- АКИПС: 80К6;

Ремонт и обслуживание средств связи:
- радиостанций малой мощности: Р-111, Р-123, Р-130М, Р-143, Р-159, Р-171, Р-173, Р-392;
- радиоприемных устройств КВ, УКВ диапазонов: Р-326(М), Р-155П(У), Р-160П, Р-399, «РябинаМ»;
- малоканальных проводных и радиорелейных каналообразующих средств связи: Р-415, Р-419, АЗУР-1, АЗУР-6, П-327-2(3), П-327-6, П-327-12.

Разработка и производство комплексного диагностического оборудования:
- автоматизированные тестовые комплексы;
- автоматизированные рабочие места;
- контрольно-проверочная аппаратура;
- мобильные тестовые комплексы.

Производственные подразделения ООО «Спецприборсервис» располагают автоматизированными тестовыми комплексами и технологическим оборудованием, позволяющим осуществлять работы по диагностированию и восстановлению радиоэлектронного оборудования в кратчайшие сроки. Предприятие способно производить ремонт практически всей номенклатуры радиоэлектронного оборудования, которым располагают Вооружённые Силы стран СНГ.
OOO «Спецприборсервис» сотрудничает в части ремонта и производства оборудования с такими организациями, как Министерство Обороны РБ, заводы РБ (РУП «Минский завод гражданской авиации № 407», РУП «2556 завод по ремонту радиоэлектронного вооружения», ОАО «558 Авиационный ремонтный завод»), заводы РФ (ОАО «Ульяновский механический завод», ФГУП «69 РЗ РАВ»).